# Koilambakkam
Koilambakkam es una ciudad censal situada en el distrito de Chengalpattu en el estado de Tamil Nadu (India). Su población es de 27374 habitantes (2011). Se encuentra a 15 km de Chennai y a 60 km de Kanchipuram. Forma parte del área metropolitana de Chennai.

## Demografía
Según el censo de 2011 la población de Koilambakkam era de 27374 habitantes, de los cuales 13935 eran hombres y 13439 eran mujeres. Koilambakkam tiene una tasa media de alfabetización del 86,03%, superior a la media estatal del 80,09%: la alfabetización masculina es del 90,77%, y la alfabetización femenina del 81,11%.